# Teatro Saverio Mercadante
Il teatro comunale "Francesco Saverio Mercadante" è il principale impianto teatrale della città di Cerignola; costruito su progetto dell'architetto Leopoldo Vaccaro, fu inaugurato nel 1868. Nella sua configurazione attuale presenta due loggioni, che hanno sostituito, successivamente alle due ristrutturazioni dell'edificio, i tre ordini di palchi originari.

## Storia
La storia del Mercadante risale al 1854, anno in cui l'esattore Giuseppe Cannone propose al decurionato di rilasciare ad un comitato i proventi di ritenuta (corrispondenti a 1.800 ducati) da utilizzare per la costruzione di un teatro. La proposta fu accettata e l'architetto Panzini fu incaricato della realizzazione del progetto e della scelta del sito, la località designata fu "Beato Felice".
Il progetto iniziale ammontava a 20.400 ducati, troppo esoso anche considerando gli ulteriori 1.800 ducati offerti dall'esattore Cannone; eccessivo fu considerato anche il progetto successivo, ad opera dell'architetto Giuseppe Ricapito.
Infine, l'architetto Leopoldo Vaccaro presentò un progetto da 19.366 ducati che fu però accettato rinunciando ad alcuni lavori di rifinitura previsti dal progetto iniziale.
Ai 3.600 ducati di cui si disponeva inizialmente, se ne aggiunsero altri 3.810 provenienti da una pubblica sottoscrizione e 2.000 donati gratuitamente dai cittadini; gli stessi ingegneri che diressero i lavori decurtarono i propri compensi, derivanti dalla loro attività, pur di terminare i lavori. La cittadinanza partecipò inoltre con 60.000 mattoni, ferro ed acqua per la costruzione della struttura.
L'edificio fu inaugurato nel 1868 e in origine era composto da tre ordini di palchi, sostituiti da due loggioni in seguito alle due ristrutturazioni che interessarono la costruzione.
Il teatro "Saverio Mercadante" è uno dei monumenti più importanti per i cerignolani e lo si capisce dall'autotassazione che ha interessato la cittadinanza, che percepiva la costruzione di un teatro come un'esigenza.
La stagione teatrale è gestita in collaborazione con il Teatro Pubblico Pugliese, un "Organismo di Promozione e Formazione" del pubblico riconosciuto dal Ministero dei Beni Culturali. Il tabellone si compone soprattutto di spettacoli di prosa e teatro per ragazzi. 
Il teatro è situato nel cuore della città e questo negli ultimi anni ha favorito l'apertura di numerosi locali nel piazzale antistante, rendendolo di fatto un luogo suggestivo e cardine per l'intrattenimento cittadino. A ottobre 2022 Savino Zaba viene nominato Direttore artistico del Teatro.

## Galleria d'immagini

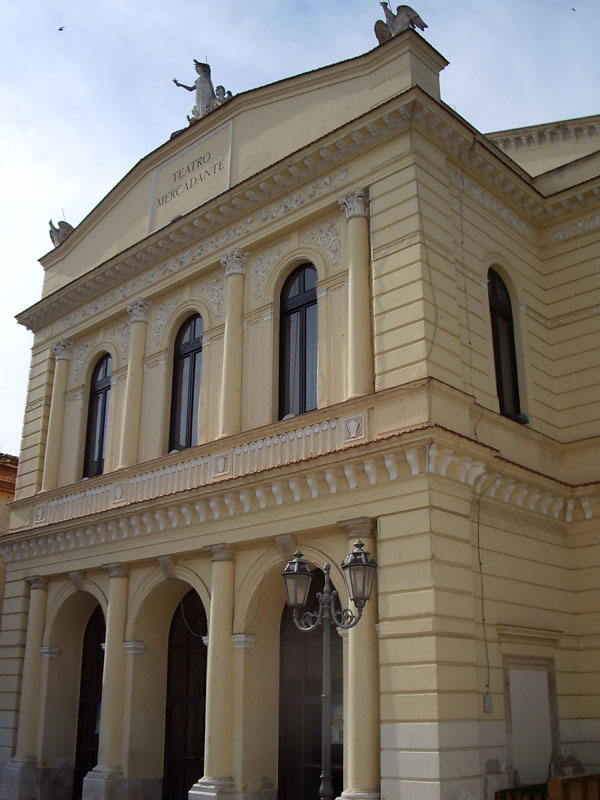
Teatro "Mercadante", facciata.
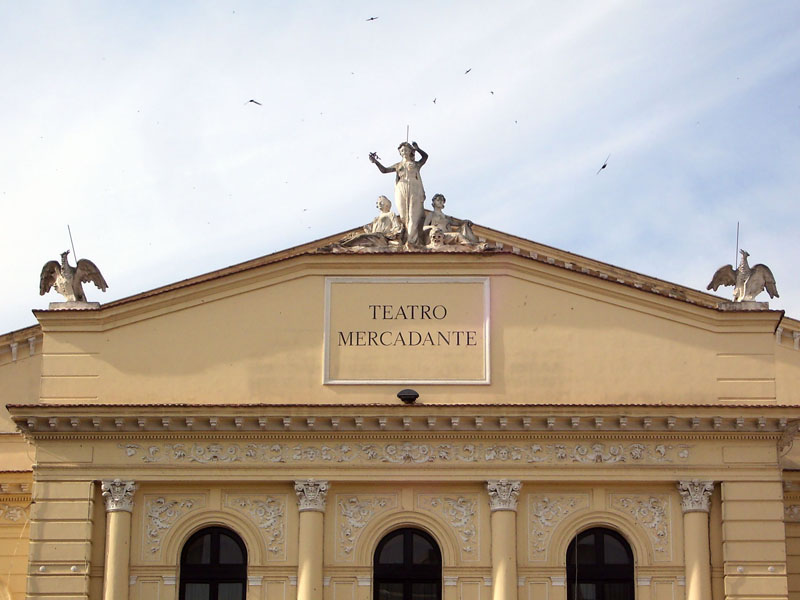
Teatro "Mercadante", facciata (particolare).
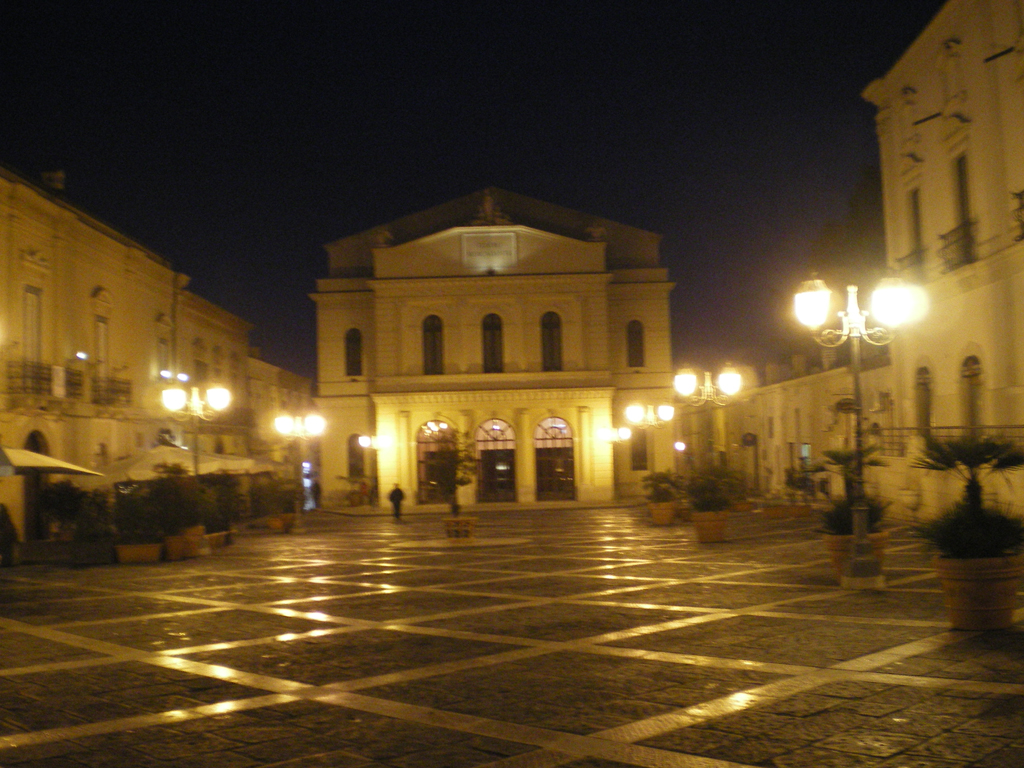
Veduta di piazza Matteotti con il teatro "Mercadante".